# 中国航天空气动力技术研究院
中国航天空气动力技术研究院（英語：China Academy of Aerospace Aerodynamics, CAAA），即中国航天科技集团公司第十一研究院，是中国航天科技集团公司旗下的一家子公司，总部位于中国北京。该研究院主要负责生产火箭、导弹和无人机的研究、制造与开发。

## 历史
中国航天空气动力技术研究院始创于1956年10月8日，其前身为国防部第五研究院一分院中的第三研究室，此后又于1964年12月26日改组为空气动力研究701所（又称“北京空气动力研究所”）。直至2004年改组为中国航天科技集团公司第十一研究院。

## 活动
航天十一院生产包括中国的军用出口无人机“彩虹”以及PW无人机。